# Tápszentmiklós
Tápszentmiklós es un pueblo húngaro perteneciente al condado de Győr-Moson-Sopron, distrito de Pannonhalma.

## Superficie
Cuenta con una superficie de 20,75 kilómetros cuadrados.

## Demografía
Hasta 2023 la población era de 916 habitantes, con una densidad de población de 44,14 habitantes por kilómetro cuadrado.
| Gráfica de evolución demográfica de Tápszentmiklós entre 2018 y 2023 |
|                                                                      |
| Datos según la Oficina Central de Estadística de Hungría.            |